# 堺市立堺高等学校
堺市立堺高等学校（さかいしりつ さかいこうとうがっこう）は、大阪府堺市堺区に所在する市立の高等学校。全日制と定時制を併設する。

## 概要
従来の堺市立の高等学校4校（堺市立商業高等学校・堺市立第二商業高等学校・堺市立工業高等学校・堺市立第二工業高等学校）を統合し、前身校4校の教育実践を継承して、全日制課程・定時制課程を併設する高等学校として、2008年度に新設された。学校敷地は、従来の堺市立工業高等学校・堺市立第二工業高等学校のものを継承して使用する。
全日制では工業系学科2学科「機械材料創造科・建築インテリア創造科」と、商業系学科「マネジメント創造科」、理数系学科「サイエンス創造科」の計4学科が設置され、それぞれ工業・商業・理数に関する専門科目を学習する。
定時制では機械自動車創造科・建築創造科（工業科系）とマネジメント創造科（商業科系）と美容学科の計4学科が設置される。定時制では生徒の希望により、3年で卒業できるコースと4年で卒業できるコースを選択することが可能となっている。また定時制の機械自動車創造科・建築創造科の2学科については受験時には総合募集となり、入学後に希望により専攻学科を選択する。
校名の「堺」は、前身校が卒業生を送り出して閉校したのちは堺市立として唯一の高等学校となることから、地域を包括的に示す名称でかつ地域の姿を強くイメージできるという観点から採用された。
なお、1978年12月まで同名の高等学校が存在したが、その高等学校は現在の大阪府立堺西高等学校（1979年1月1日付で大阪府に移管）であり、当校との学校沿革史上の直接のつながりはない。

## 設置学科

### 全日制
- サイエンス創造科
- 機械材料創造科
- 建築インテリア創造科
- マネジメント創造科

### 定時制
- 機械自動車創造科
- 建築創造科
- マネジメント創造科
- 美容学科

## 沿革
- 2007年2月 - 堺市教育委員会、既存の堺市立高等学校4校を統合して1校にする構想を発表。
- 2007年9月28日 - 堺市議会、新設校の校名を「堺市立堺高等学校」と議決。校名が正式決定。
- 2008年 - 開校。

## 著名な出身者・在籍者
- 小谷光毅（サッカー選手）（生徒）
- 田野昭彦（バレーボール審判員）（教師）

## 交通
- JR西日本（阪和線）・南海（南海高野線）三国ヶ丘駅より東へ約500m
- 南海（南海高野線）百舌鳥八幡駅より北西へ約500m

## 部活動

### 運動部
- 硬式野球部
- 軟式野球部
- サッカー部
- 卓球部
- 硬式テニス部
- ソフトテニス部
- 女子ソフトボール部
- 男子バレーボール部
- 女子バレーボール部
- バスケットボール部
- 陸上競技部
- 自転車競技部
- 水泳部
- 剣道部

### 文化部・同好会
- 美術部
- 漫画文芸部
- 軽音楽部
- 放送部
- 写真部
- 情報メディア部
- 科学部
- メカトロニクス部
- 設計コンクール部
- 数学クラブ
- 茶・華道部
- 料理部
- 商業研究部
- サイエンス研究部
- 鉄道研究同好会